# La Femme secrète
La Femme secrète és una pel·lícula francesa escrita i dirigida per Sébastien Grall estrenada el 17 de setembre de 1986.

## Sinopsi
Antoine va viure amb les seves certeses sobre la seva feina com a pilot d'un submarí experimental, sobre les seves idees, sobre la seva dona que semblava acceptar aquesta vida estranya. Un dia, gairebé d'amagat, ella mor i l'Antoine va a buscar el que potser era el seu secret.

## Repartiment
- Jacques Bonnaffé : Antoine
- Clémentine Célarié : Camille
- Philippe Noiret : Pierre Franchin, le peintre
- Wladimir Yordanoff : Marc Allghieri
- François Berléand : Zaccharia Pasdeloup
- Michel Berto : Torti
- Claire Nebout : Marie
- Jean-Louis Richard : Stirner
- Jean-Pierre Sentier : Bourgogne
- Dominique Besnehard
- Hubert Saint-Macary : Eric
- Pierre Semmler
- Olivia Brunaux
- Dominique Reymond : Christiane
- Philippe Baronnet